# Carol al III-lea al Franței
Carol al III-lea, supranumit Carol cel Simplu (n. 17 septembrie 879 d.Hr., Péronne, Picardie⁠(d), Franța – d. 7 octombrie 929 d.Hr., Péronne, Picardie⁠(d), Franța), a fost rege al Franciei Occidentale din 898 până în 922 și rege al Lotharingiei din 911 până în 919–923. A făcut parte din Dinastia Carolingiană.